# Goniobela
Goniobela is een geslacht van vlinders van de familie sikkelmotten (Oecophoridae), uit de onderfamilie Oecophorinae.

## Soorten
- G. astatopis Turner, 1933
- G. idiospila Turner, 1933
- G. nonymopis Turner, 1933